# مادة لامسماة
المادَّةُ اللَّامُسَمَّاة أو المادة اللامسماة من ماينَرت (باللاتينية: unnamed substance) هي عبارة عن سلسلة من الطبقات في الدماغ البشري تتكون جزئيًا من المادة الرمادية وجزئيًا المادة البيضاء، التي تقع تحت الجزء الأمامي من المهاد والنواة العدسية. وهي مُتَضَمَّنة كجزء من المادة المثقبة الأمامية (كما يبدو أنها مثقوبة بالعديد من الثقوب التي هي في الواقع أوعية دموية) إنها جزء من هياكل الدماغ الأمامي القاعدية ويتضمن النواة القاعدية. وتعتبر جزء من المادة الداخلية، أسفل الكرة الشاحبة يعتبر جزءًا من اللوزة الممتدة.

## روابط خارجية
- رسم تخطيطي في biocfarm.unibo.it نسخة محفوظة 10 مارس 2007 على موقع واي باك مشين.